# Фока Синопський
Фока Синопський (пом. 117) — єпископ з міста Синоп у Малій Азії, християнський святий. 

## Біографія
У 117 році, в час правління імператора Траяна, погани ув'язнили його за віру у Христа, і після тортур втопили .
Святі мощі мученика Фоки спочивали в місті В'єні у Франції. Іван Золотоустий виголосив у 403 році в Царгороді дві проповіді про перенесення мощей св. священномученика Фоки з Понту до Царгорода.

## Канонізація
День пам'яті святого: 22 вересня.